# Crystal City, Texas
Crystal City là một thành phố thuộc quận Zavala, tiểu bang Texas, Hoa Kỳ. Năm 2010, dân số của xã này là 7138 người.

## Dân số
- Dân số năm 2000: 7190 người.
- Dân số năm 2010: 7138 người.